# きたむらさとし
きたむら さとし（1956年6月11日 - ）は、日本の児童絵本作家、イラストレーター。神戸市外国語大学の客員教授を務める。

## 来歴
1956年に東京で生まれる。芸術家を志して高校を中退、父の勧めにより陶芸の道を目指すも断念し、19歳の時に広告や雑誌のイラストレーターとして商業活動を開始した。1979年に東京からロンドンに移住し、グリーティングカードをデザインする仕事に就いた。1981年にアンデルセン・プレスから仕事を依頼されるようになり、初の絵本作品となる『Angry Arthur』（文：ハーウィン・オラム、邦題：ぼくはおこった）のイラストを手掛ける。そのイラストは評価され、1983年にイギリスの新人絵本作家への奨励賞であるマザーグース賞を受賞した。
1996年の著作『Sheep in Wolves' Clothing』（邦題：ひつじのコートはどこいった）を原作としたBBCの子供向けテレビアニメシリーズ『Sheeep』が2000年に放送された。
2009年、それまで拠点としていたイギリスから日本に帰国した。

## 受賞歴
- 「ぼくはおこった」マザーグース賞、第11回絵本にっぽん賞特別賞を受賞
- 「ふつうに学校にいくふつうの日」第11回日本絵本賞翻訳絵本賞を受賞
- 「ことばとふたり」第70回産経児童出版文化賞翻訳作品賞を受賞

## 著書
- ライオンになるには
- エルマーとくじら
- キョウリュウがほしい
- エルマーと100さいのたんじょうび
- ぼくはおこった

など著書（訳含む）は70冊に及ぶ。